# Cannabis aux Fidji
Le cannabis (chanvre indien) a probablement été introduit aux Fidji après l'introduction en 1879 de travailleurs indiens dans le cadre du système de travail sous contrat.
Un journal juridique de 1907 note l'existence de : 

« "Ordinance No. 21" which prohibited the "importation of Indian hemp, or any product or preparation therefrom, including gunjah, bhang, chavas, or any article which in the opinion of the Chief Medical Officer of the Colony is capable of substitution therefor. »

Un rapport de 1993 a noté que les Fidji étaient confrontées à un problème de cannabis "naissant" car les jeunes étaient exposés à la drogue par des voyageurs étrangers.

## Culture
Avec la Papouasie-Nouvelle-Guinée, les Fidji sont l'un des principaux producteurs de cannabis en Océanie.